# Scala di Mohs

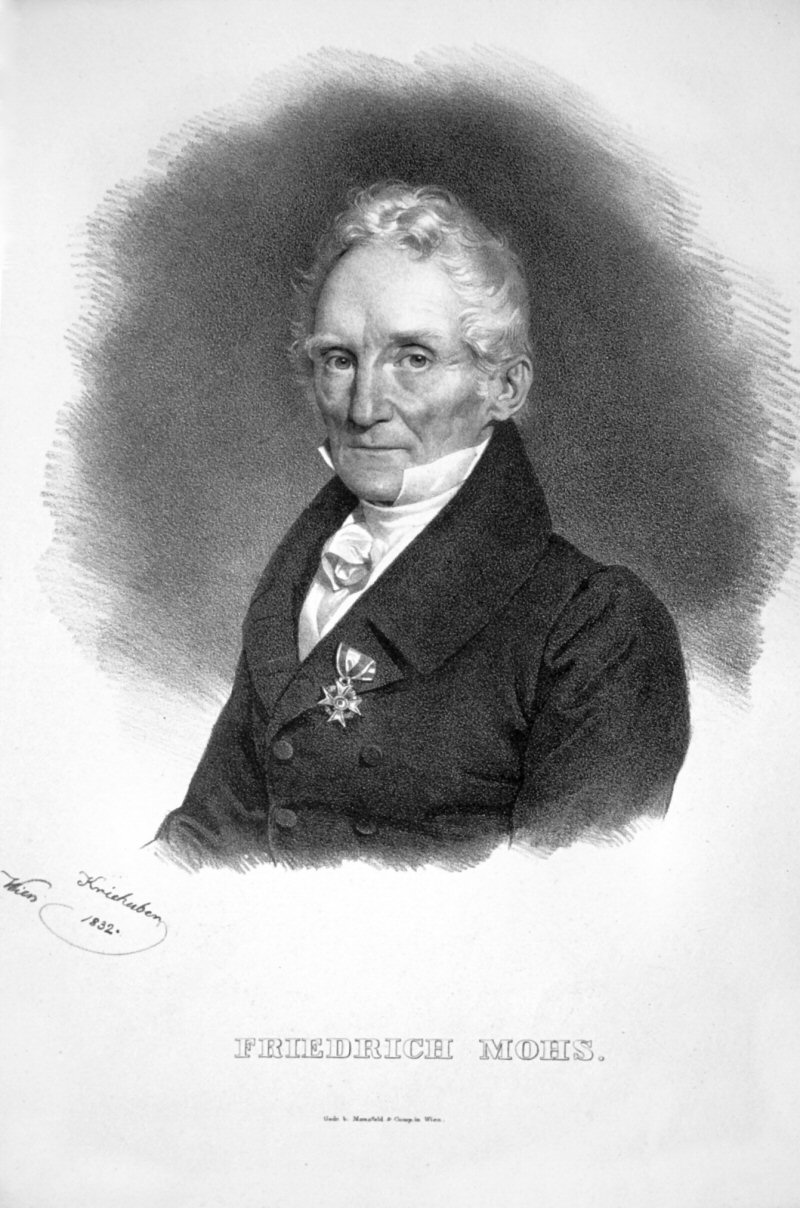
Friedrich Mohs

La scala di Mohs è un criterio empirico per la valutazione della durezza dei materiali. Prende il nome dal mineralogista tedesco Friedrich Mohs, che la fece nel 1812. Essa assume come riferimento la durezza di dieci minerali numerati progressivamente da 1 a 10, tali che ciascuno è in grado di scalfire quello che lo precede ed è scalfito da quello che lo segue. Per determinare la durezza di un minerale non si fa altro che provare quale minerale della scala esso scalfisce e da quale è scalfito.
Il primo minerale della scala è il talco, l'ultimo il diamante. La scala di Mohs fornisce un valore puramente indicativo della durezza, in quanto la differenza reale di durezza tra due minerali successivi varia anche notevolmente. Per esempio il corindone (n. 9 di questa scala) è circa sei volte più duro del topazio (n. 8), mentre il diamante (n. 10) risulta essere circa 140 volte più duro del corindone, come è stato messo in evidenza dalle prove sperimentali del mineralogista August Rosiwal.
Esiste anche una scala assoluta di durezza, la scala di Rosiwal, che fornisce il valore reale della durezza, ottenuto con prove di laboratorio usando uno sclerometro. In tale scala viene attribuita al corindone (minerale che comprende molte pietre preziose, tra cui il rubino e lo zaffiro) una durezza di riferimento pari a 1.000.
Negli ultimi anni è stato sviluppato uno strumento per valutare la resistenza al graffio dei materiali.

## La scala di Mohs nella pratica
| Tipo                                         | Durezza di Mohs | Minerale   | Formula chimica       | Durezza assoluta | Immagine |
| -------------------------------------------- | --------------- | ---------- | --------------------- | ---------------- | -------- |
| Teneri Si scalfiscono con l'unghia.          | 1               | Talco      | Mg3Si4O10(OH)2        | 1                |          |
| Teneri Si scalfiscono con l'unghia.          | 2               | Gesso      | CaSO4·2H2O            | 3                |          |
| Semiduri Si rigano con una punta di acciaio. | 3               | Calcite    | CaCO3                 | 9                |          |
| Semiduri Si rigano con una punta di acciaio. | 4               | Fluorite   | CaF2                  | 21               |          |
| Semiduri Si rigano con una punta di acciaio. | 5               | Apatite    | Ca5(PO4)3(OH−,Cl−,F−) | 48               |          |
| Duri Non si rigano con una punta di acciaio. | 6               | Ortoclasio | KAlSi3O8              | 72               |          |
| Duri Non si rigano con una punta di acciaio. | 7               | Quarzo     | SiO2                  | 100              |          |
| Duri Non si rigano con una punta di acciaio. | 8               | Topazio    | Al2SiO4(OH−,F−)2      | 200              |          |
| Duri Non si rigano con una punta di acciaio. | 9               | Corindone  | Al2O3                 | 400              |          |
| Duri Non si rigano con una punta di acciaio. | 10              | Diamante   | C                     | 1600             |          |

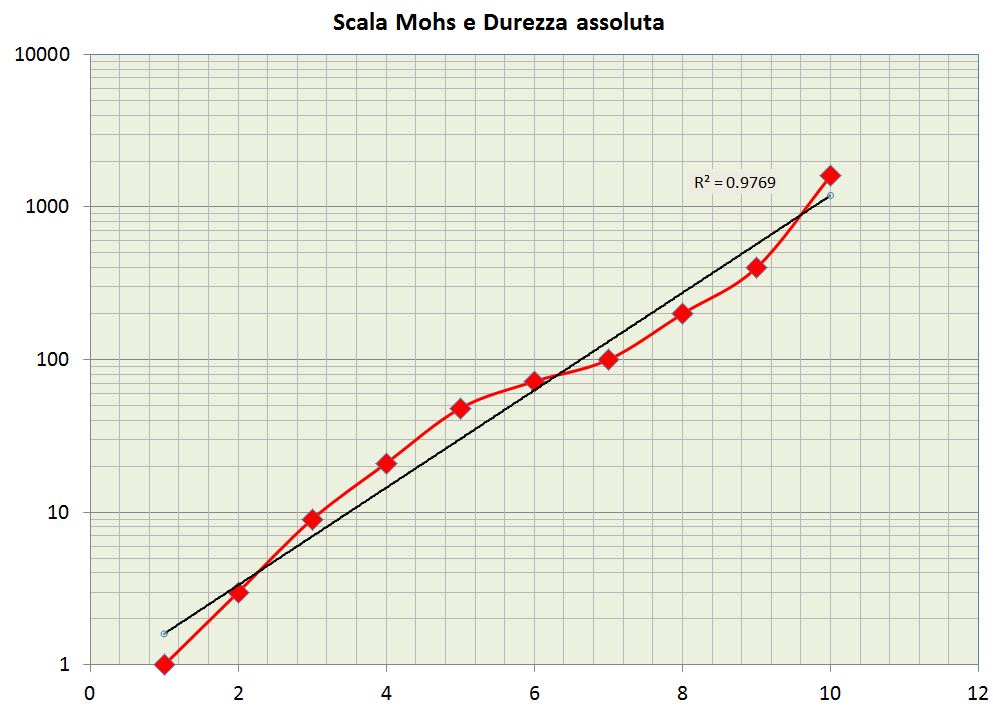
Diagramma semilogaritmico della Scala Mohs contro la durezza assoluta

Per fare alcuni esempi, in questa scala la durezza di un'unghia è di 2,2, della punta di un coltello di acciaio da 5,1 a 5,5, del vetro da finestre da 5,6 a 6,5, di una lima da ferro di circa 6,5, della porcellana da 6 a 7; alcuni tipi di ceramica, tra cui il grès porcellanato, possono raggiungere la durezza 8.

## Livelli intermedi
Di seguito viene riportata una tabella che presenta i vari livelli intermedi.
| Durezza | Sostanza o minerale                                                                 |
| ------- | ----------------------------------------------------------------------------------- |
| 0,2–0,3 | cesio, rubidio                                                                      |
| 0,5–0,6 | litio, sodio, potassio                                                              |
| 1       | talco                                                                               |
| 1,5     | gallio, stronzio, indio, stagno, bario, tallio, piombo, grafite, ghiaccio           |
| 2       | gesso, nitruro di boro esagonale, calcio, selenio, cadmio, zolfo, tellurio, bismuto |
| 2,5–3   | oro, argento, alluminio, zinco, lantanio, cerio, giaietto, agalmatolite             |
| 3       | calcite, rame, arsenico, antimonio, torio, dentina                                  |
| 3,5     | ardesia, fosfofillite, platino                                                      |
| 4       | fluorite, ferro, nichel                                                             |
| 4–4,5   | acciaio                                                                             |
| 5       | apatite, zirconio, palladio, ossidiana                                              |
| 5,5     | berillio, molibdeno, afnio, vetro, cobalto                                          |
| 6       | ortoclasio, titanio, manganese, germanio, niobio, rodio, uranio                     |
| 6–7     | quarzo fuso, pirite, silicio, rutenio, iridio, tantalio, opale, peridoto, tanzanite |
| 7       | osmio, quarzo, renio, vanadio                                                       |
| 7,5–8   | smeraldo, tungsteno, spinello                                                       |
| 8       | topazio                                                                             |
| 8,5     | crisoberillo, cromo, nitruro di silicio, carburo di tantalio                        |
| 9       | corindone, carburo di tungsteno                                                     |
| 9–9,5   | carburo di silicio, carburo di titanio                                              |
| 9,5–10  | boro, nitruro di boro, stishovite                                                   |
| 10      | diamante, carbonado                                                                 |
| >10     | diamante nanocristallino (iperdiamante, fullerite superdura)                        |